# Cseresnyés Péter
Cseresnyés Péter (Zalaegerszeg, 1960. január 9. –) politikus, országgyűlési képviselő, 2010 és 2014 között Nagykanizsa polgármestere, 2015-től államtitkár.

## Életpályája
Általános és középiskolai tanulmányait Nagykanizsán végezte, a Landler Jenő Gimnáziumban (ma Batthyány Lajos Gimnázium) érettségizett. A Szombathelyi Tanárképző Főiskolán szerzett oklevelet 1983-ban történelem-ének szakpáron. Nős, egy gyermek apja.
1983-tól a nagykanizsai Hevesi Sándor Általános Iskolában kezdett el tanítani, majd később vállalkozó lett. 1989 és 1991 között irodavezető volt egy gazdasági társaságban. 1992-től 1996-ig a Nationale-Nederlanden Magyarországi Biztosító Részvénytársaság üzletkötője majd csoportvezetője volt. 1997-től a Fundamenta Lakás-takarékpénztár Rt. regionális vezetője, majd 1998 és 1999 között a Westel 900 Rt. nagykanizsai irodavezetője volt. Egy évvel később a Fair-OPT Bt. ügyvivőjeként, 2000 és 2001 között pedig a Murányi Kereskedőház nagykanizsai áruházvezetőjeként dolgozott.
A Fideszbe 1998-ban lépett be és 2000-től vezeti a párt nagykanizsai csoportját, 2004-től pedig a Fidesz választókerületi elnöke. 2002 óta tagja az Országgyűlésnek, 2002-ben és 2006-ban területi listáról, míg 2010-ben és 2014-ben egyéni képviselőként, a nagykanizsai választókerületből került a parlamentbe.
2002 és 2006 között a nagykanizsai közgyűlés tagja, 2006 és 2010 között Nagykanizsa alpolgármestere, míg 2010 és 2014 között Nagykanizsa polgármestere volt.
2015. október 9-től a Nemzetgazdasági Minisztérium munkerőpiacért és képzésért felelős államtitkára, 2016. október 1-től Mura Programért felelős miniszteri biztosa. Az Innovációs és Technológiai Minisztériumban 2018 májusában nevezték ki parlamenti államtitkárnak (miniszterhelyettesnek). 2019 őszén átvette az újonnan felállított kereskedelempolitikai és fogyasztóvédelmi államtitkárság vezetését, emellett pedig kinevezték Nagykanizsa gazdaságfejlesztéséért és a város területén létesítendő Tudományos és Innovációs Park (Science Park) megvalósításával kapcsolatos feladatok összehangolásáért, valamint a Mura nemzeti program területén történő gazdasági és turisztikai feladatok ellátásáért felelős miniszterelnöki biztosává (2021. június 5.).

## Külső hivatkozások
- Életrajz parlament.hu